# Dalbergia sericea
Dalbergia sericea là một loài thực vật có hoa trong họ Đậu. Loài này được G.Don miêu tả khoa học đầu tiên.